# 김주완 (가수)
김주완(1984년 ~ )은 대한민국의 가수다. 2010년 싱글 《그대가 아프다》로 데뷔했다. 개명 전 이름은 '김순년'이었다.

## 방송
- 슈퍼스타K2 (2010)
- 스타 오디션 위대한 탄생 2 (2011) - Top70
- 히든싱어 2 (2013) - 김범수 편 5위

## 음반
- 그대가 아프다 (2010)
- 사랑이 이별에게 (2011)
- Parting Gift (2016)